# Berge der guten Hoffnung
Die Berge der guten Hoffnung sind zwei Felsgipfel im Westgrat der Hochfrottspitze. Der Westliche Berg der guten Hoffnung ist  2381 m ü. NHN hoch, während der benachbarte Östliche Berg der guten Hoffnung eine Höhe von 2415 m ü. NHN aufweist. Am Westfuß des Westlichen Berges der guten Hoffnung liegt das Waltenberger-Haus. Seit dem Ende der 1990er Jahre steht auf dem Westlichen Berg der guten Hoffnung ein Gipfelkreuz.
Auf die Berge der guten Hoffnung führen keine markierten Wege. Anstiege erfordern Trittsicherheit, Klettergewandtheit und Schwindelfreiheit. Die Ersteigung des Westlichen Berges der guten Hoffnung  ist dabei einfacher (I) als die Ersteigung des Östlichen Berges der guten Hoffnung (III).